# Welch Township (Missouri)
Welch Township est un township du comté de Cap Girardeau dans le Missouri, aux États-Unis,. En 2000, sa population s'élève à 1 344 habitants. Le township est fondé en 1856 et baptisé en référence à Mr Welch, un juge local.

## Source de la traduction
- (en) Cet article est partiellement ou en totalité issu de l’article de Wikipédia en anglais intitulé « Welch Township, Cape Girardeau County, Missouri » (voir la liste des auteurs).